# Diofant
Diofant af Alexandria (græsk: Διόφαντος ὁ Ἀλεξανδρεύς, født cirka 200/214 – død cirka 284/298) var en græsk matematiker. Han kendes især for sit arbejde med talteori og algebra og kaldes endda for "algebraens fader".
Man kender ikke særlig meget til hans liv. Men hans levetid er kendt, fordi én af hans beundrere beskrev hans livsforløb i en gåde:
Diofants ungdom varede en sjettedel af hans liv; efter en syvendedel mere blev han gift; han fik skæg efter endnu en tolvtedel. Fem år senere fik han en søn, som levede halvt så længe som faderen, og Diofant døde fire år efter sønnen.
Dette giver anledning til ligningen 
{\displaystyle x={\frac {x}{6}}+{\frac {x}{7}}+{\frac {x}{12}}+5+{\frac {x}{2}}+4}.
Herfra kan man beregne Diofants alder til 84 år.
Diofant har lagt navn til diofantiske ligninger, som er ligninger, hvor kun heltallige løsninger accepteres. 
| Biografi | Spire Denne biografi er en spire som bør udbygges. Du er velkommen til at hjælpe Wikipedia ved at udvide den. |

1. ↑  Navnet er anført på svensk og stammer fra Wikidata hvor navnet endnu ikke findes på dansk.